# Kostel Nanebevzetí Panny Marie (Hnojník)
Kostel Nanebevzetí Panny Marie v Hnojníku se nachází v okrese Frýdek-Místek. Farní kostel náleží pod biskupství ostravsko-opavské, děkanát Frýdek, Římskokatolická farnost Hnojník. Kostel byl zapsán do státního seznamu kulturních památek před rokem 1988.

## Historie
Římskokatolický farní kostel Nanebevzetí Panny Marie byl postaven v letech 1808 až 1812. Stavba byla několikrát přerušena pro nedostatek financí. Dne 18. listopadu 1812 byl kostel vysvěcen.
Kostel byl postaven v místě původního dřevěného kostela. Dřevěný kostel byl postaven někdy před počátkem 15. století a v době reformace sloužil jako evangelický kostel, který byl navrácen katolíkům v roce 1654. V roce 1757 byl natolik zchátralý, že byl rozebrán a na jeho místě postaven nový dřevěný kostel. V roce 1808 byl rozebrán a 30. května 1808 byla zahájena stavba empírového zděného kostela.

## Architektura
Jednolodní stavba s polygonálním závěrem orientovaným k západu postavená na půdorysu rovnoramenného kříže se sedlovou střechou a hranolovou věží ve východním průčelí. Kostel je orientován hlavním oltářem k západu. Vstupní průčelí je členěno dvojicemi vysokých pilastrů nad nimi je kladí, které je profilované a pod korunní římsou zdobeno zubořezem. V Průčelí jsou symetricky po obou stranách okna nad vchodem umístěny výklenky, ve kterých jsou sochy světců. Fasády ostatních částí kostela jsou hladké s profilovanou korunní římsou po celém obvodu kostela.

## Interiér
Hlavní oltář nese obraz Nanebevzetí Panny Marie, který pochází z období kolem roku 1750, byl přestavěn v roce 1968 spolu s kněžištěm, tak aby se mše sloužily čelem k lidem. Na epištolní straně se nachází kaple svatého Kříže s oltářem Božího hrobu, křtitelnice a boční oltář sv. Jana Nepomuckého. Pod kaplí je zazděna hrobka. Na evangelijní straně se nachází sakristie s oratoří v patře, kazatelna a boční oltář z 19. století s obrazem Boží Prozřetelnosti. Interiér doplňuje čtrnáct obrazů křížové cesty. Ve východní části je kruchta, která byla rozšířena do lodi v roce 1957. V roce 1937 byla do kostela zavedena elektřina.

## Věž
Kvadratická věž, která se zvedá nad průčelím, je zakončena cibulovou bání s otevřenou lucernou a makovicí. Pod věží je předsíň, která byla oddělená od lodi skleněnou stěnou. Věž je členěna kordonovou římsou, nad ní jsou okna v obdélných rámech se stlačenými záklenky, uzavřené žaluziemi. Nad okny jsou umístěny ciferníky věžních hodin, které byly instalovány v roce 1931. Zastřešení věže je nad hodinami obloukovitě vybráno.

## Zvony
Podle vizitačního protokolu z roku 1679 byly v dřevěném kostele zavěšeny tři zvony. Podle písemných pramenů byly v kostele v roce 1804 dva zvony ulité v roce 1636 třetí ulitý v roce 1772. Zvony z roku 1636 měly hmotnost 135 kg a 45 kg, zvon z roku 1772 měl hmotnost 5,5 kg.
Ve zděném kostele bylo zavěšeno pět zvonů: první o průměru 85 cm z roku 1814 (sv. Alois, zvaný „Orlíček“, zvonař Ignatz Hilzer, Vídeň), druhý o průměru 65 cm, třetí (sv. Maria) o průměru 45 cm z roku 1772 ulit Františkem Stankem z Opavy, čtvrtý o průměru 25 cm z roku 1769 ulit W. Straubem v Olomouci a pátý o průměru 30 cm z roku 1791 dar baronky Štěpánky Beessové, ulit v Těšíně. V písemných dokumentech se uvádí, že druhý a čtvrtý zvon byly poškozené. V období první světové války v roce 1916 byly zvony rekvírovány. Byla za ně vyplacena náhrada 1756 rak. korun. V roce 1924 byl vysvěcen zvon, který byl koupen v Karviné, měl průměr 106 cm, hmotnost 690 kg a byl ulit v roce 1897. Tento byl nahrazen v roce 1932 (jiný pramen uvádí rok 1931) třemi zvony, které byly ulité zvonařskou firmou Herold z Chomutova. První zvon byl ulit v roce 1931, hmotnost 632 kg, tón G, průměr 104 cm, druhý zvon byl ulit v roce 1931, hmotnost 371 kg, tón B, průměr 87 cm, třetí zvon byl ulit v roce 1932, hmotnost 164 kg, tón Es, průměr 66 cm. V období druhé světové války byly zvony rekvírovány spolu cínovými píšťalami varhan.
Ve věži se nachází zvon o průměru 64 cm, hmotnost 160 kg z roku 1932 ulitý zvonařskou firmou Herold z Chomutova a údajně zavěšen až po ukončení druhé světové války. V roce 2015 byly ve věži tři cimbály, z toho jeden demontován.
Roku 2024 byl do věže umístěn zvon vyrobený rovněž roku 1932 Richardem Heroldem pro kostel v Třanovcích.

### Varhany
Jednomanuálové varhany byly v roce 1901 vyrobeny varhanářskou firmou Rieger v Krnově.

## Okolí

### Křížová cesta
Kolem kostela se rozprostírá ohradní zděná hřbitovní zeď, která je krytá kamennými deskami (pultová stříška). Do hřbitovní zdi byly vestavěny hranolové kapličky s pravoúhlými výklenky završené odstupňovanou jehlanovou střechou z plochých kamenných desek na jejímž vrcholu byla koule. Kapličky tvořily křížovou cestu.

### Hrobka Beessů z Chrostiny
Součástí hřbitova je empírová hrobka rodiny Beessů. Hrobku tvoří kaple obdélného půdorysu s kruhovým závěrem a valbovou střechou. Fasáda je členěná pilastry a korunní profilovanou římsou. V bočních fasádách jsou prolomena dvě okna se šambránou s profilovanou nadokenní římsou a podokenní římsou. Vstupní průčelí kaple tvoří ve střední části rizalit s zakončený atikou. Vchod je obdélný se segmentovým záklenkem nad nímž je přímá římsa. Po stravách vstupu jsou výklenky. Kaple je zaklenuta plackou na zdvojených pasech. V interiéru umístěn barokní kříž s plastikou Krista v nadživotní velikosti. Po stranách náhrobky rodiny Beessů z Chrostiny a dlouholetého sluhy Johanna Palla.